# Opdracht van de Moeder Gods in de Tempelkerk (Pjot)
De Opdracht van de Moeder Gods in de Tempelkerk (Russisch: Церковь Введения Богородицы во храм) in het dorp Pjot (oblast Rjazan) is een Russisch-orthodoxe kerk gebouwd in 1912-1913. De kerk werd gebouwd ter gelegenheid van het driehonderdjarige bestaan van het huis Romanov en werd gefinancierd door de lokale industrieel Portnov. Het is onbekend wie de architect was. De kerk is in baksteen gebouwd.
De kerk wordt gekenmerkt door haar eigenaardige eclectische architectuur. Het algemene plan met zijn vier steunpilaren, drie apsissen en vijf koepels (“hoofden”) is typisch voor de Russisch-orthodoxe kerkbouw, maar sommige kleinere elementen doen eerder aan de Europese architectuur, met name gotiek of neogotiek denken. Tot de opmerkelijke architectuurelementen van de kerk behoren de vier kleine koepels. Hun eigenaardige vorm kan het best met de kaarsvlam vergeleken worden.
Na de Russische Revolutie werd de kerk voor de erediensten gesloten. Gedurende de Tweede Wereldoorlog werd het gebruikt als een opslagplaats, maar later viel het in onbruik. Tegenwoordig is de kerk een ruïne geworden. Ondanks deze vervallen toestand zijn er nog enkele fresco's binnenin de kerk bewaard gebleven.
Lokale inwoners hebben geprobeerd de kerk met eigen middelen te restaureren, maar bij gebrek aan staatssteun is dit project mislukt.